# Prumo (empresa)
Prumo S.A. (antiga LLX) é uma empresa do grupo EIG Global Energy Partners que atua na área de logística. Foi criada em 2007 e é a responsável pelo desenvolvimento do Porto do Açu e do Porto de Peruíbe.

## Histórico

### LLX
A LLX foi criada  como uma subsidiária da MMX em 1° de março de 2007, com o objetivo de explorar o setor de infraestrutura e serviços de logística, por meio do desenvolvimento de sistemas portuários na região Sudeste do Brasil, em apoio aos seus projetos minerais da MMX.
Em abril de 2007, a sul-africana Anglo American adquiriu 49% do capital do sistema de mineração Minas-Rio da MMX por US$ 1,15 bilhão.
Em janeiro de 2008, a  Anglo American comprou, por US$ 5,5 bilhões, 70% do sistema de mineração Amapá, os outros 51% restantes do sistema Minas-Rio (formando a IronX) e 49% da empresa de logística LLX Minas-Rio.
A MMX manteve o sistema Corumbá, a participação remanescente na LLX Minas-Rio e duas minas de minério de ferro da AVX, em Serra Azul (MG). 
A LLX era formada por duas subsidiárias. A LLX Açu foi a subsidiária responsável pelo desenvolvimento do projeto de infraestrutura do Porto do Açu. A LLX Minas-Rio se tornou uma joint venture entre a LLX e a Anglo American, para cuidar do processamento, armazenamento, pelotização e movimentação do minério no Porto do Açu.

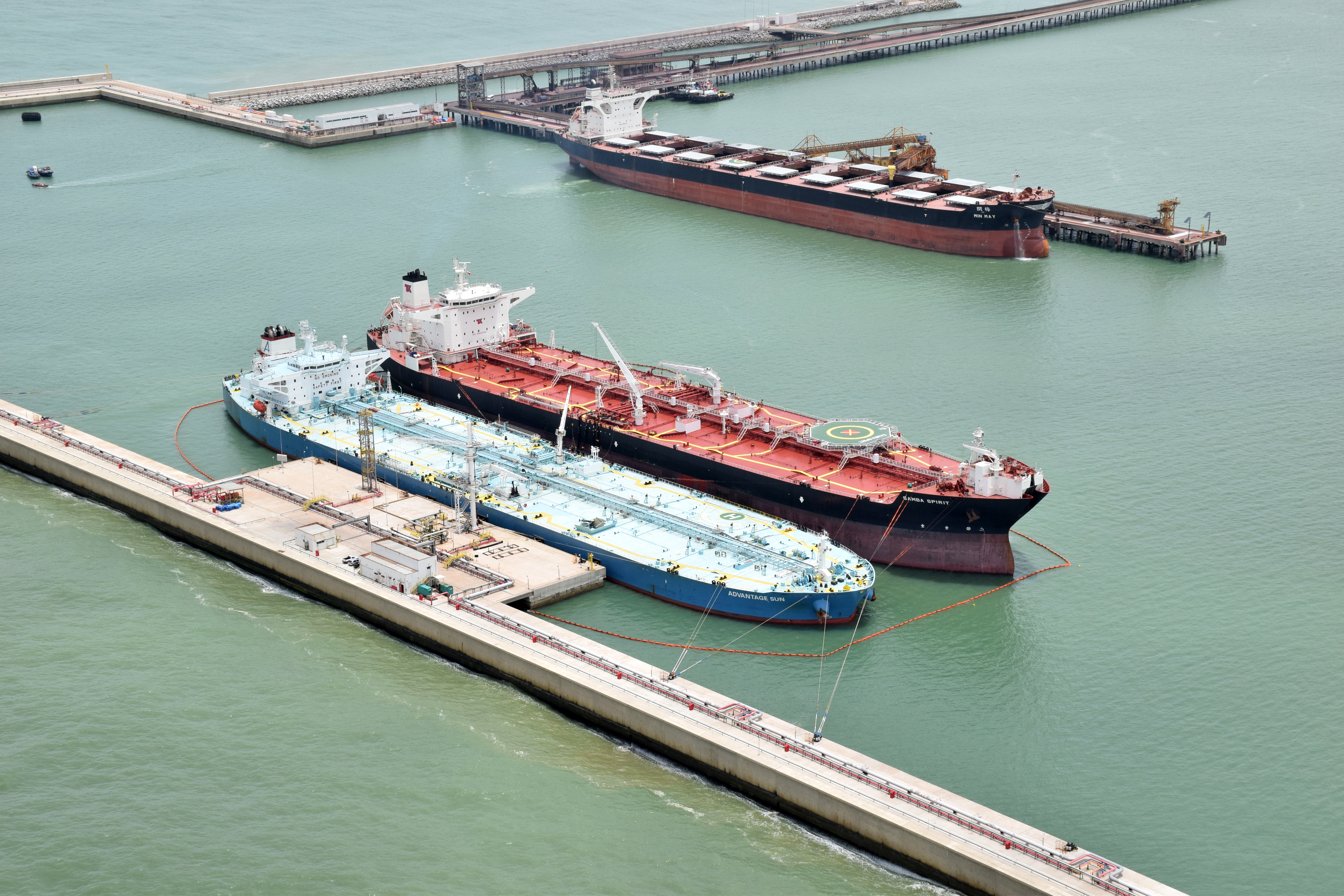
Porto do Açu

Em 19 de junho de 2008, foi aprovada a cisão parcial da MMX, e a LLX passou a ser uma empresa independente, com as ações da LLX sendo negociadas a partir de 28 de julho.
Em setembro de 2008, foi criada a LLX Sudeste, responsável pelo Porto Sudeste e a  LLX Brasil, responsável pelo Porto Brasil. Em 2010, a MMX adquiriu a LLX Sudeste. e no mesmo ano é constituída a PortX, empresa desmembrada da LLX e que também passou a ter suas negociações na bolsa no final do ano. E em 2012, a PortX foi incorporada pela MMX.
Com a crise financeira no grupo EBX, a LLX foi vendida em agosto de 2013 para o grupo norte-americano EIG, que passou a controlar 53% da empresa, que mudou de nome para Prumo no final do ano.

### Prumo
Em 28 de outubro de 2014, iniciaram as operações no Porto do Açu.
Em dezembro de 2014, o fundo Mubadala passou a deter 10,44% das ações da Prumo.
Em 2016, o porto já havia recebido investimentos de R$ 10 bilhões desde 2007.
Em março de 2018, a Prumo promoveu oferta pública de aquisição (OPA) para fechamento de seu capital na Bolsa.
Em 2022, o Porto do Açu movimentou 54,7 milhões de toneladas.

## Negócios

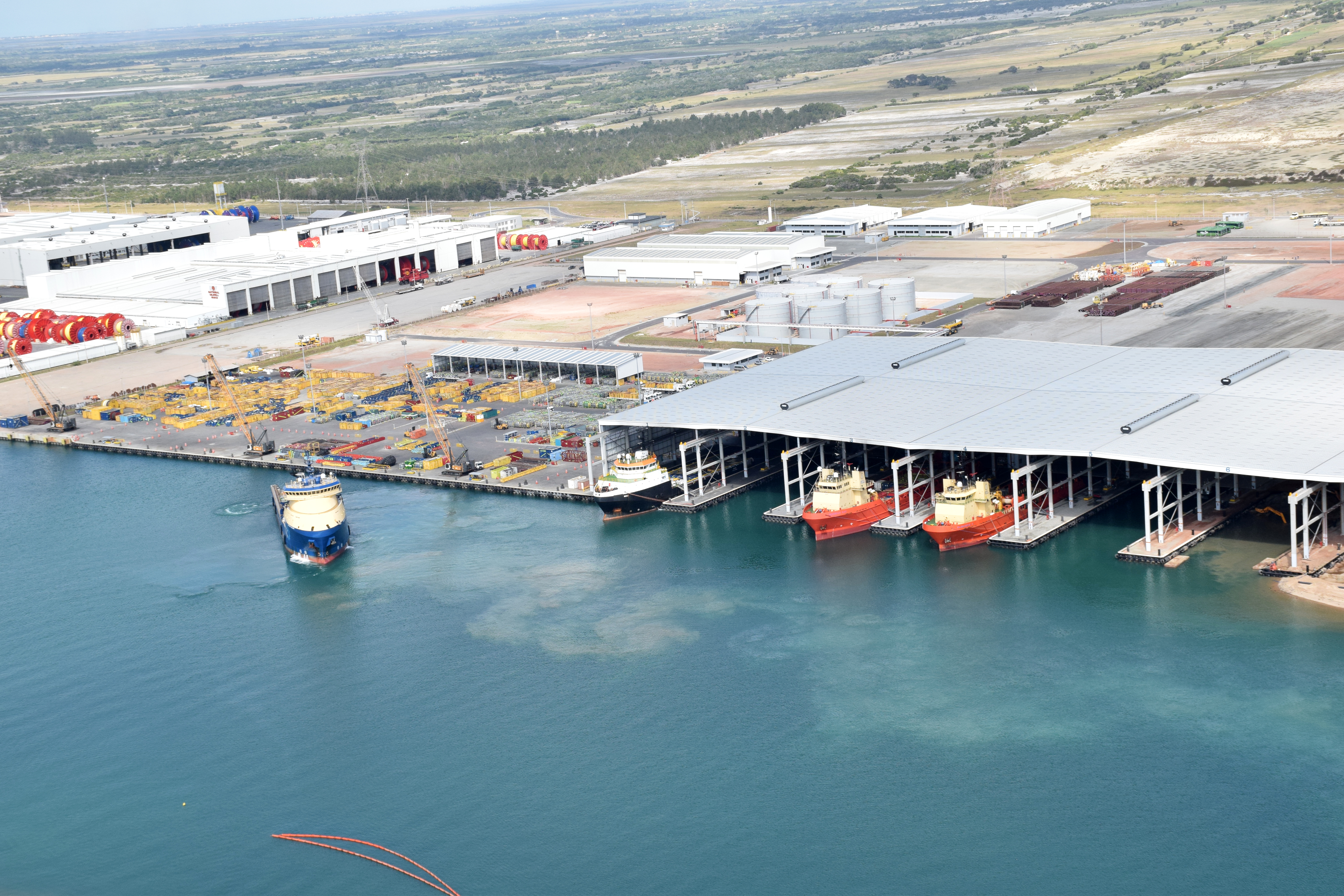
Porto do Açu

A Prumo atualmente desenvolve suas operações através de empresas controladas direta ou indiretamente, atuando em diversos setoresː
- geração de energia por meio de termelétrica movida a gás natural (Gás Natural Açu S.A. e UTE GNA I Geração de Energia S.A.); [22]
- terminal privado de minério de ferro da Ferroport (antiga LLX Minas-Rio);[23]
- terminal de exportações de petróleo (Vast Infraestrutura); [24]
- terminal de combustíveis marítimos (NFX Combustíveis); [25]
- soluções integradas de serviços para a indústria de Óleo e Gás (Dome Serviços);[26]
- gestão do complexo pela Porto do Açu Operações.[27]Referências

1. ↑  «LLX e GE podem ser parceiras no Superporto do Açu». Exame. Consultado em 22 de setembro de 2012
2. ↑  «Novo porto em Peruíbe movimentará 50 milhões de toneladas de produtos». G1. Consultado em 29 de setembro de 2012
3. 1 2 3  LLX LOGÍSTICA S.A. «NOTAS EXPLICATIVAS ÀS DEMONSTRAÇÕES FINANCEIRAS DOS EXERCÍCIOS FINDOS EM 31 DE DEZEMBRO DE 2008 E 2007»
4. 1 2  «G1 > Economia e Negócios - NOTÍCIAS - MMX confirma negócio de US$ 5,5 bilhões com Anglo American». g1.globo.com. Consultado em 5 de julho de 2023
5. ↑  «MMX apresenta resultados de 2007». IBRAM. Consultado em 5 de julho de 2023
6. ↑  «Duplicação do Porto Sudeste não atrapalha Açu, diz presidente da LLX». www.portosenavios.com.br. 6 de dezembro de 2010. Consultado em 5 de julho de 2023
7. ↑  «G1 > Economia e Negócios - NOTÍCIAS - MMX confirma negócio de US$ 5,5 bilhões com Anglo American». g1.globo.com. Consultado em 5 de julho de 2023
8. ↑  «Homa |   Homa Trabalho – ESTRUTURAS SOCIETÁRIAS COMPLEXAS E GRANDES EMPREENDIMENTOS: O CASO DO PORTO DO AÇU». homacdhe.com. Consultado em 8 de julho de 2023
9. ↑  Oliveira, Vitor (13 de setembro de 2010). «MMX anuncia aquisição da LLX Sudeste por US$ 2,3 bilhões». InfoMoney. Consultado em 8 de julho de 2023
10. ↑  «LLX comunica cisão patrimonial parcial e direito de recesso». InfoMoney. 29 de outubro de 2010
11. ↑  «Ações da PortX disparam 807% na estreia, enquanto LLX despenca 407%». InfoMoney. 3 de dezembro de 2010
12. ↑  «MMX toma o controle da PortX após desembolsar R$ 6,34 bilhões». Exame. 9 de julho de 2012
13. ↑  «PortX anuncia período de dissidência devido a incorporação pela MMX». InfoMoney. 12 de julho de 2012
14. ↑  «Acionistas da PortX aceitam incorproação pela MMX Mineração». InfoMoney. 11 de julho de 2012
15. ↑  «Ações da PortX se despedem da bolsa com alta de mais de 500%». InfoMoney. 17 de agosto de 2012
16. ↑  «LLX é vendida para grupo americano». IstoÉ Dinheiro. 14 de agosto de 2013. Consultado em 8 de julho de 2023
17. ↑  Titânio, Agência (28 de outubro de 2014). «Prumo inicia operação do Porto do Açu». Porto do Açu. Consultado em 8 de julho de 2023
18. ↑  ValorOnline, Do (19 de dezembro de 2014). «Eike transfere participação na Prumo para fundo Mubadala». Negócios. Consultado em 8 de julho de 2023
19. ↑  Titânio, Agência (24 de março de 2016). «Porto do Açu já recebeu R$ 10 bilhões em investimentos». Porto do Açu. Consultado em 8 de julho de 2023
20. ↑  «Prumo Logística, ex-LLX de Eike, confirma processo para fechar capital na bolsa». G1. 12 de março de 2018. Consultado em 8 de julho de 2023
21. ↑  «Porto do Açu movimenta 57,4 milhões de toneladas em 2022 e inaugura segundo armazém». Estadão. Consultado em 8 de julho de 2023
22. ↑  «Gás e Energia». Prumo Logística. Consultado em 8 de julho de 2023
23. ↑  «Minério». Prumo Logística. Consultado em 8 de julho de 2023
24. ↑  «Petróleo». Prumo Logística. Consultado em 8 de julho de 2023
25. ↑  «TERMINAL DE COMBUSTÍVEIS MARÍTIMOS NO PORTO DO AÇU É AUTORIZADO A RECEBER NAVIOS ESTRANGEIROS | Petronotícias». Consultado em 8 de julho de 2023
26. ↑  «Dome | Porto do Açu | Services». dome (em inglês). Consultado em 8 de julho de 2023
27. ↑  «O que fazemos». Prumo Logística. Consultado em 8 de julho de 2023